# Algeciras Club de Fútbol
Maillots
Actualités
L'Algeciras Club de Fútbol est un club de football espagnol basé à Algésiras.

## Histoire
| \| Algésiras \| Emplacement de Algésiras, en Espagne. |
| Algésiras                                             |

Fondé en 1912, il évolue à domicile au stade Nuevo Mirador (7 100 places).
Le club joue à neuf reprises en deuxième division : lors de la saison 1956-1957, puis de 1963 à 1967, puis à nouveau de 1978 à 1980, ensuite lors de la saison 1983-1984, et enfin lors de la saison 2003-2004. Il se classe 3e du Groupe II en 1966, ce qui constitue sa meilleure performance.
Juan López Hita et Andrés Mateo, les deux seuls joueurs originaires d'Algésiras à avoir joué avec l'équipe d'Espagne, ont milité dans les rangs du club.

## Palmarès
- Champion de Segunda División B : 2003
- Champion de Tercera División : 1956, 1962, 1988, 2007, 2013, 2015